# 武士豪
武士豪（1615年1月2日—17世紀），字穎凡，號方塘，北直隸真定府真定縣人，清朝政治人物。

## 生平
武士豪是崇禎六年（1633年）順天鄉試舉人，順治三年（1646年）成進士，先在禮部觀政，後獲授萊蕪知縣，改任永和知縣，兩任任內都有賢明聲譽，後來卻因不善逢迎，甘心辭官回鄉享受園林之樂，名士都願意與他倡和，成為地方美談。

## 家族
曾祖武仁；祖父武盡孝；父武尚義。

## 引用
1. 1 2  光緒《正定縣志·卷三十八·政事》：武士豪，字穎凡，順治丙戌進士，山西永和、山東萊蕪知縣，兩任劇邑賢聲四著，以不善逢迎，甘心廢放園林之樂，高出尋常，諸名士皆與倡和，相傳以為美談。
2. 1 2  《順治三年丙戌科進士三代履歷》：武士豪，曾祖仁；祖盡孝；父尚義。方塘，詩三房，甲寅十二月初三日生，真定縣人，癸酉一百五十五名，會試一百四十九名，三甲二百五名，禮部觀政，授山東萊蕪知縣。